# Notoxus spatulifer
Notoxus spatulifer är en skalbaggsart som beskrevs av Thomas Casey 1895. Notoxus spatulifer ingår i släktet Notoxus och familjen kvickbaggar. Inga underarter finns listade i Catalogue of Life.